# Alan Dunbar

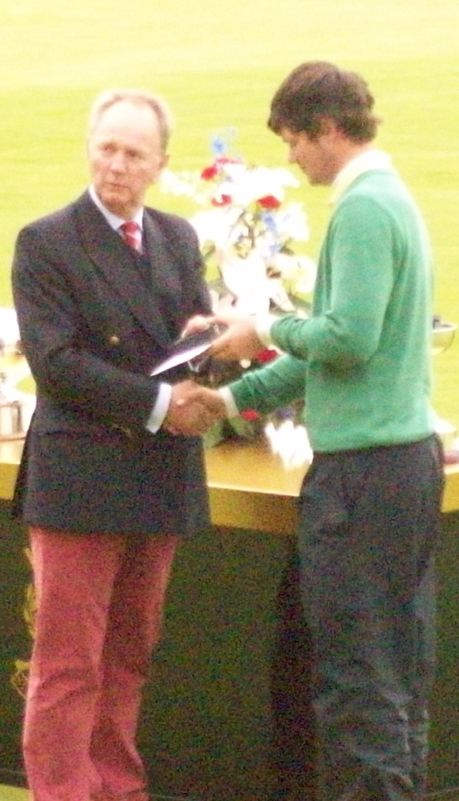
Alan Dunbar, 2012

Alan Dunbar (30 april 1990) is een golfer uit Ulster. Hij is lid van Rathmore Golf Club, waar ook Graeme McDowell lid is.
Als 10-jarig jongetje keek Alan Dunbar enorm op tegen Graeme McDowell, die al 19 was en veel toernooien won. Het spoorde hem aan veel te oefenen om ooit net zo beroemd te worden.

## Amateur
In 2009 stond hij op de reservelijst voor de St Andrews Links Trophy. Toen er wat spelers uitvielen en hij aan de beurt kwam, bood de lokale bankdirecteur aan hem naar St Andrews te brengen en voor hem te caddiën. Hij won het toernooi.

In 2010 werd Dunbar 12de op het Brits Amateur en won hij het Iers Internationaal Strokeplay Kampioenschap met 292 (74-75-71-72) op The Royal Dublin Golf Club; de Belg Christopher Mivis werd 4de, er deden geen Nederlanders mee. Dunbar mocht vervolgens meedoen aan het Iers Open. 
Dunbar ging in september 2012 naar de Tourschool op Wychwood Park, waar hij zich voor Stage 2 kwalificeerde. Hij stond toen nummer 18 van de World Amateur Golf Ranking.

### Gewonnen
- 2008: Ulster kampioenschap U21
- 2009: St Andrews Links Trophy
- 2010: Noord-Iers Amateur
- 2012: Brits Amateur
- 2013: Georgia Cup

### Teams
- Walker Cup: 2011 (winnaars)
- Eisenhower Trophy: 2010, 2012

## Professional
Dunbar is na het spelen van de Masters in april 2013 professional geworden. Zijn belangen worden behartigd door Chubby Chandler’s International Sports Management.